# 마거릿 머리
마거릿 앨리스 머리(영어: Margaret Alice Murray, 1863년 7월 13일 ~ 1963년 11월 13일)는 영국계 인도인 출신의 이집트학자, 고고학자, 인류학자, 역사가이자 민속학자이다. 1898년부터 1935년까지 유니버시티 칼리지 런던(UCL)에서 근무하며 영국 최초의 여성 고고학 강사로 재직했다. 머리는 1953년부터 1955년까지 영국 민속학회의 회장을 역임했다.
영국령 인도 캘커타의 중산층 가정에서 태어난 머리는 인도, 영국과 독일을 오가며 간호사와 사회복지사 훈련을 받았다. 1894년 런던으로 이주한 머리는 UCL에서 이집트학을 공부하면서 학과장 플린더스 피트리의 지원을 받았다. 머리는 1902~03년 이집트 아비도스의 발굴 조사에 참여하면서 오시리온과 사카라 묘역을 발굴하며 명성을 얻었다. 대영 박물관과 맨체스터 박물관에서 공개 강연에 나섰던 머리는 1908년 맨체스터 박물관에서 여성으로서는 처음으로 공개적인 미라 해체를 주관했다. 고대 이집트에 대한 영국 대중의 관심에 주목한 머리는 이집트학에 대해 여러 권의 책을 저술했다.
머리는 또한 1세대 여성주의자로서 영국 여성사회정치연합에 가입하고 UCL에서의 여성의 지위 향상에 많은 시간을 할애했다. 제1차 세계 대전으로 이집트로 돌아갈 수 없었던 머리는 마녀 숭배 가설에 대한 연구에 집중했다. 그녀는 초기 근대 기독교의 마녀 재판이 뿔 달린 남신을 숭배하는 이교를 소멸시키려는 시도라는 이론을 연구했다. 이 가설은 후일 학문적 신빙성을 잃었으나 광범위한 관심을 얻어 위카 신흥 종교에 중요한 영향을 미쳤다. 1921년부터 1931년까지 머리는 몰타와 메노르카의 선사 유적지 발굴에 착수했다. 머리는 1927년 명예 박사 학위를 받고 1928년 조교수로 임명되었으며, 1935년 UCL에서 은퇴했다. 은퇴한 1935년에 머리는 피트리의 텔 아줄 발굴을 돕기 위해 팔레스타인을 방문했고, 1937년에는 요르단의 페트라에서 소규모 발굴을 이끌었다. 영국 민속학회 회장을 맡은 이후에는 케임브리지 대학교와 도시 문학 연구소 등에서 강의했으며, 죽기 전까지 독립적으로 저작물을 출판했다.
머리는 영국 이집트학과 고고학 연구에서 널리 찬사를 받으며 "이집트학의 위대한 할머니(The Grand Old Woman of Egyptology)"라는 별칭을 얻었으나, 머리가 사망한 후 그의 많은 기여는 피트리의 업적에 가려지게 되었다. 반면 민속학과 마법의 역사에 대한 머리의 작업과 방법론은 학문적으로 신용할 수 없는 것으로 여겨져 비판받았다. 그럼에도 불구하고 머리가 마녀 숭배 이론을 통해 종교와 문학 분야에 미친 영향은 여러 학자들에 의해 조명되었다.

## 같이 보기
- 하워드 카터
- 르네 지라르
- 로버트 그레이브스